# 近南区 (芝加哥)
近南區（英語：Near South Side）是美国芝加哥的77个正式划分的社区（community areas）之一，位于芝加哥河和中央商务区卢普区以南。主要景点建筑有位于密歇根湖畔的菲尔德自然史博物馆（Field Museum），芝加哥熊队主场军人球场（Soldier Field）等。

## 來源
1. ↑  Paral, Rob. .   [12 June 2012]. （原始内容存档于2013-06-02）.
2. ↑  Paral, Rob. .   [9 October 2012]. （原始内容存档于2013-10-05）.